# Ropa vieja
Ropa vieja (doslovně přeloženo staré hadry nebo staré oblečení) je pokrm z latinskoamerické a španělské kuchyně, kubánská specialita. Jedná se o kořeněné dušené trhané maso, ke kterému se jako příloha obvykle podává rýže, fazole nebo smažené plantainy. Na kořenění masa se nejčastěji používá bobkový list, koriandr, tymián nebo hřebíček. Ve Španělsku se obvykle vaří s cizrnou.
Ropa vieja původně pochází ze středověké kuchyně safardských Židů.